# 随园食单

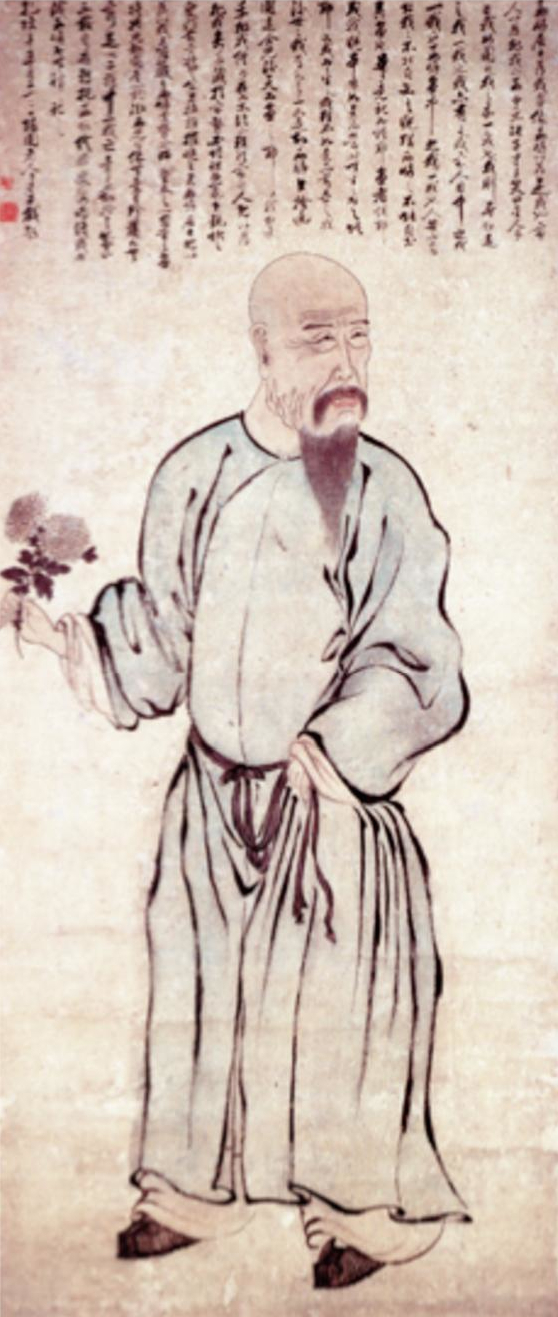
袁枚画像，由清代画家、位列扬州八怪之一的罗聘所绘。

《隨園食單》是清朝詩人、散文家袁枚撰寫的一本食譜。該書出版於乾隆五十七年〈1792年〉，有系統地論述烹飪技術、飲食文化及中國南北菜點，是中國飲食史上的重要著作。
袁氏強調飲食烹飪必須重視原料的選擇，指出「大抵一席之菜餚，司廚之功居其六，買辦之功居其四」。他也強調烹飪必須講究食料的色香味美，並強調原色原香。文中寫到「一物有一物之味，不可混而同之」。文中也把烹調美食看成是一個系統工程，需要各方面的條件。除此之外，袁氏亦將中國傳統的道德觀融入其飲食理論中，特設戒單。如書中〈戒火鍋〉一章即呈現其對火鍋文化興盛的不滿。
|  | 冬日宴客，慣用火鍋，對客喧騰，已屬可厭；且各菜之味，有一定火候，宜文宜武，宜撤宜添，瞬息難差。今一例以火逼之，其味尚可問哉？近人用燒酒代炭，以為得計，而不知物經多滾，總能變味。或問：「菜冷奈何？」曰：「以起鍋滾熱之菜，不使客登時食盡，而尚能留之以至于冷，則其味之惡劣可知矣。」 |

## 目錄
| 序号 | 章节       | 部分内容             |
| ---- | ---------- | -------------------- |
| 1    | 须知单     | 先天须知，独用须知等 |
| 2    | 戒单       | 戒外加油，戒火锅等   |
| 3    | 海鲜单     | 燕窝，海参三法等     |
| 4    | 江鲜单     | 刀鱼三法，鲟鱼等     |
| 5    | 特牲单     | 猪头二法，八宝肉等   |
| 6    | 杂牲单     | 牛肉，羊羹等         |
| 7    | 羽族单     | 白片鸡，梨炒鸡等     |
| 8    | 水族有鳞单 | 边鱼，鱼松等         |
| 9    | 水族无鳞单 | 红煨鳗，全壳甲鱼等   |
| 10   | 杂素菜单   | 将侍郎豆腐，石发等   |
| 11   | 小菜单     | 笋脯，酱姜等         |
| 12   | 点心单     | 鳗面，烧饼等         |
| 13   | 饭粥单     | 饭，粥               |
| 14   | 茶酒单     | 茶，金坛于酒等       |

## 續作
後清光緒年間夏曾傳（字薪卿，號笏床，別號醉犀生）於此書基礎上再次進行增補修訂，完成《隨園食單補證》。